# فهرست قنات‌های شهرستان مه‌ولات
جدول زیر بر اساس آمار وزارت جهاد کشاورزی تهیه شده‌است. فهرست زیر قنات‌های شهرستان مه‌ولات در استان خراسان رضوی را نشان می‌دهد.
| نام قنات      | موقعیت                   | نزدیک‌ترین روستا | طول قنات (متر) | تعداد میله چاه | عمق مادر چاه | دبی (لیتر بر ثانیه) | سطح زیر کشت (هکتار) |
| ------------- | ------------------------ | --------------- | -------------- | -------------- | ------------ | ------------------- | ------------------- |
| احمدآباد      | بخش مرکزی شهرستان مه‌ولات | احمدآباد        | ۳۰۰۰           | ۷۰             | ۱۵           | ۵۰                  | ۱۵۰                 |
| ازغندبدر      | بخش مرکزی شهرستان مه‌ولات | قلعه جوق        | ۵۰۰            | ۲۵             | ۷            | ۲۰                  | ۲۰                  |
| استخرخواجه    | بخش مرکزی شهرستان مه‌ولات | ازغند           | ۳۵۰            | ۱۵             | ۲۰           | ۱۰                  | ۲۵                  |
| استخرفرشمرود  | بخش مرکزی شهرستان مه‌ولات | قلعه جوق        | ۱۰۰            | ۴              | ۳            | ۱۰                  | ۳                   |
| اسفره         | بخش مرکزی شهرستان مه‌ولات | دوغ‌آباد         | ۲۰۰            | ۳              | ۱۵           | ۱۵                  | ۲۵۰                 |
| اسفره         | بخش مرکزی شهرستان مه‌ولات | دوغ‌آباد         | ۲۰۰۰           | ۲۰             | ۲۰           | ۴۰                  | ۲۵۰                 |
| اسلام‌آباد     | بخش مرکزی شهرستان مه‌ولات | ازغند           | ۱۲۰۰           | ۴۵             | ۱۵           | ۴۰                  | ۱۲۰                 |
| انرگ          | بخش مرکزی شهرستان مه‌ولات | انرگ            | ۷۰۰۰           | ۱۴۰            | ۸۰           | ۵۰                  | ۳۲۰                 |
| باغ سلطانی    | بخش مرکزی شهرستان مه‌ولات | ازغند           | ۱۵۰۰           | ۳۰             | ۲۳           | ۲۵                  | ۱۵۰                 |
| باغشک         | بخش مرکزی شهرستان مه‌ولات | فیض‌آباد         | ۸۰۰۰           | ۱۵۰            | ۶۰           | ۱۵۰                 | ۲۵۰                 |
| برج کمال      | بخش مرکزی شهرستان مه‌ولات | ازغند           | ۵۰۰            | ۲۰             | ۱۰           | ۱۲                  | ۳۰                  |
| بوسعد         | بخش مرکزی شهرستان مه‌ولات | بوسعد           | ۵۰۰            | ۲۰             | ۱۵           | ۱۰                  | ۲۰۰                 |
| تلخ حیات زرو  | بخش مرکزی شهرستان مه‌ولات | قلعه جوق        | ۱۰۰            | ۴              | ۳            | ۲۰                  | ۷                   |
| تلخ زروبالا   | بخش مرکزی شهرستان مه‌ولات | قلعه جوق        | ۱۰۰            | ۵              | ۵            | ۲۰                  | ۵                   |
| تلخ شاه حسین  | بخش مرکزی شهرستان مه‌ولات | قلعه جوق        | ۱۵۰            | ۵              | ۳            | ۱۰                  | ۴                   |
| تنقاچی        | بخش مرکزی شهرستان مه‌ولات | خوشدره          | ۲۰۰            | ۱۲             | ۱۵           | ۱۵                  | ۴۵                  |
| تنگهای قظبینک | بخش مرکزی شهرستان مه‌ولات | قلعه جوق        | ۵۰۰            | ۶              | ۱۰           | ۱۰                  | ۴                   |
| حسن قاضی      | بخش مرکزی شهرستان مه‌ولات | شادمهر          | ۱۵۰۰           | ۱۵             | ۱۲           | ۱۵                  | ۵۰                  |
| حسین‌آباد      | بخش مرکزی شهرستان مه‌ولات | حسین‌آباد        | ۱۸۰۰           | ۲۰             | ۱۲           | ۱۰                  | ۳۰                  |
| حسین‌آباد فلاح | بخش مرکزی شهرستان مه‌ولات | حسین‌آباد فلاح   | ۱۵۰۰           | ۵۰             | ۲۰           | ۱۰                  | ۱۲۰                 |
| حفیظ          | بخش مرکزی شهرستان مه‌ولات | قلعه جوق        | ۳۰             | ۲              | ۴            | ۱۰                  | ۱۵                  |
| خرسنگ         | بخش مرکزی شهرستان مه‌ولات | چنار            | ۱۵۰۰           | ۶۰             | ۱۰           | ۲۵                  | ۱۰۰                 |
| خرم‌آباد       | بخش مرکزی شهرستان مه‌ولات | همت‌آباد         | ۱۰۰۰           | ۵۵             | ۲۰           | ۲۵                  | ۱۰۰                 |
| خوشدره        | بخش مرکزی شهرستان مه‌ولات | خوشدره          | ۲۵۰۰           | ۱۲۵            | ۷            | ۳۰                  | ۵۰۰                 |
| خوشرود        | بخش مرکزی شهرستان مه‌ولات | قلعه جوق        | ۱۰۰۰           | ۳۰             | ۲۰           | ۴۰                  | ۵۰                  |
| خیرآباد       | بخش مرکزی شهرستان مه‌ولات | خیرآباد         | ۳۰۰۰           | ۱۲۰            | ۵۵           | ۴۵                  | ۲۵۰                 |
| درخت بید      | بخش مرکزی شهرستان مه‌ولات | ازغند           | ۸۰۰            | ۳۰             | ۱۴           | ۲۵                  | ۱۰۰                 |
| درخت بیدک     | بخش مرکزی شهرستان مه‌ولات | قلعه جوق        | ۱۰۰            | ۵              | ۵            | ۵                   | ۴                   |
| دشت دانیال    | بخش مرکزی شهرستان مه‌ولات | همت‌آباد         | ۲۰۰۰           | ۱۲۰            | ۱۸           | ۲۰                  | ۱۶۰                 |
| راهیچ         | بخش مرکزی شهرستان مه‌ولات | چنار            | ۳۰۰            | ۱۵             | ۲۰           | ۱۰                  | ۳۰                  |
| رسته آهک بالا | بخش مرکزی شهرستان مه‌ولات | قلعه جوق        | ۷۰             | ۴              | ۳            | ۵                   | ۵                   |
| زین آوک       | بخش مرکزی شهرستان مه‌ولات | قلعه جوق        | ۲۵۰            | ۵              | ۲۰           | ۱۲                  | ۳۰                  |
| سلطان‌آباد     | بخش مرکزی شهرستان مه‌ولات | سلطان‌آباد       | ۱۰۰۰           | ۵۰             | ۱۵           | ۷۰                  | ۱۰۰                 |
| سلمی دشت      | بخش مرکزی شهرستان مه‌ولات | دوغ‌آباد         | ۵۰۰            | ۳۰             | ۱۵           | ۲۵                  | ۳۵۰                 |
| شوراب         | بخش مرکزی شهرستان مه‌ولات | فیض‌آباد         | ۸۰۰۰           | ۱۲۰            | ۶۰           | ۱۵۰                 | ۲۰۰                 |
| شوراب پا’ین   | بخش مرکزی شهرستان مه‌ولات | دوغ‌آباد         | ۷۰۰            | ۳۰             | ۱۰           | ۱۲                  | ۱۲                  |
| ظهیرآباد سفلی | بخش مرکزی شهرستان مه‌ولات | ظهیرآباد        | ۳۰۰۰           | ۶۰             | ۳۰           | ۲۵                  | ۱۰۰                 |
| عبدل‌آباد      | بخش مرکزی شهرستان مه‌ولات | عبدل‌آباد        | ۵۰۰۰           | ۳۰۰            | ۶۰           | ۷۵                  | ۵۰۰                 |
| علی اکبر      | بخش مرکزی شهرستان مه‌ولات | قلعه جوق        | ۲۵۰            | ۱۰             | ۹            | ۱۰                  | ۳۰                  |
| علی‌آباد       | بخش مرکزی شهرستان مه‌ولات | علی‌آباد         | ۵۰۰۰           | ۲۰۰            | ۳۵           | ۵۰                  | ۱۰۰                 |
| فضل‌آباد       | بخش مرکزی شهرستان مه‌ولات | ازغند           | ۱۲۰۰           | ۳۵             | ۱۵           | ۳۰                  | ۱۰۰                 |
| فلج           | بخش مرکزی شهرستان مه‌ولات | فلج             | ۳۰۰۰           | ۱۲۰            | ۲۵           | ۲۰                  | ۵۰                  |
| فیض‌آباد       | بخش مرکزی شهرستان مه‌ولات | فیض‌آباد         | ۴۰۰۰           | ۲۵۰            | ۸۰           | ۱۵۰                 | ۱۰۰۰                |
| قرقاچ         | بخش مرکزی شهرستان مه‌ولات | زرمهر           | ۱۵۰۰           | ۳۵             | ۱۸           | ۱۵                  | ۶۰                  |
| قظبینک        | بخش مرکزی شهرستان مه‌ولات | قلعه جوق        | ۵۰۰            | ۱۰             | ۲۰           | ۱۰                  | ۱۰                  |
| محب گرگ       | بخش مرکزی شهرستان مه‌ولات | دوغ‌آباد         | ۱۰۰۰           | ۵۰             | ۱۵           | ۱۵                  | ۳۰۰                 |
| محراب         | بخش مرکزی شهرستان مه‌ولات | ازغند           | ۸۰۰            | ۲۸             | ۲۰           | ۱۵                  | ۰                   |
| محمدآباد      | بخش مرکزی شهرستان مه‌ولات | زرمهر           | ۸۰۰            | ۲۵             | ۱۲           | ۱۰                  | ۱۰۰                 |
| معین‌آباد      | بخش مرکزی شهرستان مه‌ولات | دوغ‌آباد         | ۵۰۰            | ۲۰             | ۱۰           | ۱۲                  | ۳۰                  |
| مقبل          | بخش مرکزی شهرستان مه‌ولات | مقبل            | ۵۰۰۰           | ۱۸۰            | ۴۰           | ۱۵                  | ۱۰۰                 |
| مقنی          | بخش مرکزی شهرستان مه‌ولات | چنار            | ۱۵۰            | ۱۵             | ۱۰           | ۵                   | ۱۰                  |
| مهدی‌آباد      | بخش مرکزی شهرستان مه‌ولات | احمدآباد        | ۵۰۰            | ۵              | ۱۵           | ۵                   | ۱۰۰                 |
| نصرآباد       | بخش مرکزی شهرستان مه‌ولات | نصرآباد         | ۴۰۰۰           | ۲۰۰            | ۳۰           | ۱۸                  | ۱۰۰                 |
| نعلبندان      | بخش مرکزی شهرستان مه‌ولات | قلعه جوق        | ۱۵             | ۳              | ۳            | ۵                   | ۲                   |
| نوغاب         | بخش مرکزی شهرستان مه‌ولات | احمدآباد        | ۳۰۰۰           | ۷۰             | ۱۲           | ۱۵                  | ۱۰۰                 |
| همت‌آباد       | بخش مرکزی شهرستان مه‌ولات | همت‌آباد         | ۲۵۰۰           | ۱۳۰            | ۲۰           | ۴۰                  | ۱۷۰                 |
| پشته چنار     | بخش مرکزی شهرستان مه‌ولات | چنار            | ۱۰۰۰           | ۵۰             | ۱۵           | ۳۰                  | ۲۰۰                 |
| چاه خرما      | بخش مرکزی شهرستان مه‌ولات | شمس‌آباد         | ۲۲۰۰           | ۱۲۰            | ۱۸           | ۵                   | ۱۵                  |
| چشمه بر       | بخش مرکزی شهرستان مه‌ولات | قلعه جوق        | ۱۲             | ۲              | ۳            | ۵                   | ۲                   |
| چشمه بیوک     | بخش مرکزی شهرستان مه‌ولات | قلعه جوق        | ۳۰۰            | ۱۵             | ۱۲           | ۸                   | ۲۴                  |
| چشمه خاتونی   | بخش مرکزی شهرستان مه‌ولات | قلعه جوق        | ۱۵             | ۳              | ۳            | ۵                   | ۲                   |
| چشمه سنجد     | بخش مرکزی شهرستان مه‌ولات | چنار            | ۸۰۰            | ۲۵             | ۸            | ۱۲                  | ۱۰۰                 |
| چغلاقو        | بخش مرکزی شهرستان مه‌ولات | زرمهر           | ۱۲۰۰           | ۱۷             | ۱۲           | ۱۴                  | ۳۵                  |
| چنارک         | بخش مرکزی شهرستان مه‌ولات | قلعه جوق        | ۸۰             | ۴              | ۵            | ۱۵                  | ۲۰                  |
| چهلسر         | بخش مرکزی شهرستان مه‌ولات | چهلسر           | ۳۰۰۰           | ۱۵۰            | ۲۰           | ۱۵                  | ۱۲۰                 |
| کاریز کهنه    | بخش مرکزی شهرستان مه‌ولات | زرمهر           | ۳۰۰۰           | ۴۵             | ۲۵           | ۳۵                  | ۱۲۰                 |
| کاریزشادمهر   | بخش مرکزی شهرستان مه‌ولات | شادمهر          | ۴۰۰۰           | ۵۰             | ۴۰           | ۱۵۰                 | ۳                   |
| کاریزنو       | بخش مرکزی شهرستان مه‌ولات | زرمهر           | ۲۰۰۰           | ۳۵             | ۱۷           | ۴۰                  | ۱۲۰                 |
| کلاته باغ     | بخش مرکزی شهرستان مه‌ولات | ازغند           | ۴۰۰            | ۱۵             | ۱۳           | ۱۰                  | ۳۰                  |
| کلاته بالا    | بخش مرکزی شهرستان مه‌ولات | ازغند           | ۵۰۰            | ۲۰             | ۱۳           | ۲۰                  | ۱۰۰                 |
| کلاته جلال    | بخش مرکزی شهرستان مه‌ولات | قلعه جوق        | ۶۰             | ۳              | ۵            | ۵                   | ۳                   |
| کلاته خسروی   | بخش مرکزی شهرستان مه‌ولات | عبدل‌آباد        | ۲۰۰۰           | ۵۰             | ۳۵           | ۱۰                  | ۱۵۰                 |
| کلاته غولها   | بخش مرکزی شهرستان مه‌ولات | عبدل‌آباد        | ۳۰۰            | ۱۰             | ۱۵           | ۱۰                  | ۳۰                  |
| کلاته محمدپور | بخش مرکزی شهرستان مه‌ولات | قلعه جوق        | ۱۰۰            | ۵              | ۶            | ۵                   | ۵                   |
| کلاته ملا     | بخش مرکزی شهرستان مه‌ولات | چنار            | ۷۰۰            | ۲۰             | ۱۰           | ۵                   | ۵۰                  |
| کلاته ملاعباس | بخش مرکزی شهرستان مه‌ولات | قلعه جوق        | ۲۰۰            | ۱۰             | ۵            | ۱۰                  | ۳                   |
| کلاته گندوک   | بخش مرکزی شهرستان مه‌ولات | چنار            | ۵۰۰            | ۱۵             | ۱۰           | ۵                   | ۳۰                  |
| کوه گاو       | بخش مرکزی شهرستان مه‌ولات | چنار            | ۱۰۰۰           | ۳۵             | ۱۰           | ۱۵                  | ۳۰                  |
| گرگ آب        | بخش مرکزی شهرستان مه‌ولات | زرمهر           | ۷۰۰            | ۱۰             | ۸            | ۱۰                  | ۱۰                  |
| گندوک پائین   | بخش مرکزی شهرستان مه‌ولات | چنار            | ۲۰۰            | ۱۰             | ۸            | ۴                   | ۲۰                  |
| گوش کوه       | بخش مرکزی شهرستان مه‌ولات | دوغ‌آباد         | ۵۰۰۰           | ۲۵۰            | ۳۰           | ۲۵                  | ۵۰                  |
| یوزانبار      | بخش مرکزی شهرستان مه‌ولات | عبدل‌آباد        | ۳۰۰۰           | ۲۰۰            | ۲۰           | ۲۵                  | ۲۰۰                 |